# Míster Mundo 2012
La 7.ª edición de Míster Mundo fue un concurso de belleza masculina que se realizó el 24 de noviembre de 2012 en el Kent Showground de Kent, Inglaterra. Donde  Kamal Ibrahim de Irlanda concedió el título a su sucesor Francisco Escobar de Colombia como el nuevo Míster Mundo al final del evento.

## Resultados

### Posiciones
| Resultado Final   | Candidato |
| ----------------- | --- |
| Míster Mundo 2012 | - Colombia - Francisco Escobar |
| 1.er Finalista    | - Filipinas - Andrew Wolff |
| 2.º Finalista     | - Irlanda - Leo Delaney |
| Top 10            | - Bélgica - Gianni Sennesael - Canadá - Frankie Cena - Croacia - Vanja Grgeć - Inglaterra - Roland Johnson - Líbano - Rodolphe Bou Nader - Perú - Rodrigo Fernandini - Vietnam - Trương Nam Thành |

### Mr. World Deportes
| Resultado | Candidato |
| --------- | --- |
| Top 12    | - Colombia — Francisco Escobar - Croacia — Vanja Grgeć - Filipinas — Andrew James Wolff - Gales — Rhodri Ihenacho - Honduras — Kilber Gutiérrez Ponce - Irlanda — Leo Delaney - Japón — Shuhei Arai - Martinica — David Fortune - México — Enrique Ramírez Mayagoitia - Polonia — Krystian Kurowski - Portugal — Pajó dos Reis - Puerto Rico — Alberto Cerro |

### Mr. World Talento
| Resultado | Candidato |
| --------- | --- |
| Top 8     | - Bolivia - Christian Michalsky Baez - Canadá - Frankie Cena - Gales - Rhodri Ihenacho - Inglaterra - Roland Johnson - Mongolia - Enkhbold Erdenetuya - República Checa - Milan Nevosad - Venezuela - Jessús Zambrano - Vietnam - Trương Nam Thành |
| Top 14    | - Colombia — Francisco Escobar - Croacia — Vanja Grgeć - Nueva Zelanda — Courtenay Bernard - Rusia — Kiril Bondarenko - Singapur — Edison Ho Jian Yang                                                                                             |

## Candidatos
(En la tabla se utiliza su nombre completo, los sobrenombres van entrecomillados y los apellidos utilizados como nombre artístico, entre paréntesis; fuera de ella se utilizan sus nombres "artísticos" o simplificados):
| País                 | Candidato                  | Edad | Estatura | Residencia                 |
| -------------------- | -------------------------- | ---- | -------- | -------------------------- |
| Alemania             | Alessandro Izzo            | 21   | 1.84     | Hockenheim                 |
| Argentina            | Franco Belotti             | 26   | 1.86     | Córdoba                    |
| Bélgica              | Gianni Sennesael           | 22   | 1.91     | Diksmuide                  |
| Bolivia              | Kristoff Michalsky Baez    | 21   | 1.86     | Santa Cruz                 |
| Bosnia y Herzegovina | Zlatan Duratović           | 21   | 1.88     | Sarajevo                   |
| Brasil               | William Rech               | 25   | 1.80     | Novo Hamburgo              |
| Bulgaria             | Stefan Miletiev            | 23   | 1.80     | Sofia                      |
| Canadá               | Frankie Cena               | 21   | 1.65     | Vancouver                  |
| China                | Tan Zeyong                 | 23   | 1.88     | Hunan                      |
| Colombia             | Francisco Escobar          | 21   | 1.91     | Santiago de Cali           |
| Costa Rica           | Jorge Mario Castillo       | 23   | 1.84     | San Jose                   |
| Croacia              | Vanja Grgeć                | 25   | 1.89     | Zagreb                     |
| España               | Álvaro Villanueva Santos   | 21   | 1.89     | Seville                    |
| Filipinas            | Andrew James Wolff         | 27   | 1.89     | Manila                     |
| Francia              | Alexandre Cheraibi         | 24   | 1.88     | Marseille                  |
| Gales                | Rhodri Ihenacho            | 19   | 1.84     | Cardiff                    |
| Grecia               | Dimitris Valvis            | 27   | 1.88     | Athens                     |
| Guadalupe            | Wendy Villeronce           | 22   | 1.88     | Basse-Terre                |
| Honduras             | Kilber Gutiérrez Ponce     | 23   | 1.80     | San Pedro Sula             |
| India                | Taher Ali                  | 25   | 1.85     | Mumbai                     |
| Inglaterra           | Roland Johnson             | 20   | 1.90     | Surrey                     |
| Irlanda              | Leo Delaney                | 22   | 1.85     | Limerick                   |
| Irlanda del Norte    | Michael Francis McCann     | 24   | 1.80     | Belfast                    |
| Italia               | Fabio Rondinelli           | 27   | 1.90     | Settingiano                |
| Japón                | Shuhei Arai                | 27   | 1.83     | Nara                       |
| Letonia              | Kaspars Romanovs           | 24   | 1.89     | Balvi                      |
| Líbano               | Rodolphe Bou Nader         | 20   | 1.85     | Beirut                     |
| Luxemburgo           | Kevin Stamerra             | 25   | 1.90     | Luxemburgo                 |
| Macao                | Kim Wu Ngai Kin            | 24   | 1.78     | Macau                      |
| Malta                | Robert Galea               | 25   | 1.85     | Rabat                      |
| Martinica            | David Fortune              | 23   | 1.88     | Fort-de-France             |
| México               | Enrique Ramírez Mayagoitia | 26   | 1.90     | Monterrey                  |
| Mongolia             | Enkhbold Erdenetuya        | 25   | 1.88     | Ulán Bator                 |
| Nueva Zelanda        | Courtenay Bernard          | 27   | 1.84     | Waitakere City             |
| Países Bajos         | Bas Gosewisch              | 22   | 1.89     | Overijssel                 |
| Paraguay             | Miguel Cardozo             | 25   | 1.80     | Asunción                   |
| Perú                 | Rodrigo Fernandini         | 21   | 1.80     | Departamento de Lambayeque |
| Polonia              | Krystian Kurowski          | 26   | 1.87     | Breslavia                  |
| Portugal             | Pajó dos Reis              | 21   | 1.86     | Lisboa                     |
| Puerto Rico          | Alberto Cerro              | 23   | 1.78     | San Juan                   |
| República Checa      | Milan Nevosad              | 20   | 1.92     | Mladá Boleslav             |
| Rusia                | Kiril Bondarenko           | 27   | 1.89     | Moscú                      |
| Singapur             | Edison Ho Jian Yang        | 26   | 1.75     | Yishun                     |
| Sudáfrica            | Andrew Govender            | 25   | 1.83     | Johannesburg               |
| Tailandia            | Vanchalerm Vatcharobol     | 20   | 1.81     | Bangkok                    |
| Turquía              | Barış Aslan                | 22   | 1.88     | Istanbul                   |
| Ucrania              | Oleksandr Bogdanov         | 26   | 1.78     | Kiev                       |
| Venezuela            | Jessús Zambrano            | 22   | 1.89     | Abejales - Táchira         |
| Vietnam              | Trương Nam Thành           | 21   | 1.83     | Ho Chi Minh                |